# 落合和昭
落合 和昭（おちあい かずあき、1944年 - ）は、日本の英文学者、駒澤大学名誉教授。

## 来歴
1967年駒澤大学文学部英米文学科卒業。1974年同大学院人文科学研究科英文学専攻。工学院大学や法政大学などで非常勤講師をつとめる。のち、駒澤大学総合教育研究部外国語第一部門教授に就任。1980年から1982年にカリフォルニア州立大学ロングビーチ校とカリフォルニア大学ロサンゼルス校（UCLA）、また1998年から2000年にイエール大学へと2度にわたりアメリカでの在外研究を行う。
専門はシェイクスピア、テネシー・ウィリアムズ、現代英米演劇など。
2016年駒澤大学を退任、名誉教授。